# Franfinance
 (septembre 2024).
L'article doit être relu — et modifié si nécessaire — par des contributeurs indépendants pour apporter un regard critique aux contributions effectuées en violation des conditions d'utilisation de Wikipédia, tant sur la forme (notamment concernant le style encyclopédique, la proportionnalité) que sur le fond (la neutralité de point de vue, la qualité et l'indépendance des sources).
 (septembre 2024).
Franfinance est une filiale française du groupe Société Générale, spécialisée dans le financement des ventes de biens d’équipement destinés aux entreprises (leasing) ainsi que dans le crédit à la consommation pour les particuliers.
Franfinance se positionne dans le top 3 des acteurs spécialisés du marché du leasing en France et dans le top 5 des institutions financières pour le crédit à la consommation en France.
Franfinance possède notamment les filiales Franfinance La Réunion, CFC Services (consommation fidélisation clients), Disponis et Cegelease.
L’effectif du groupe Franfinance était de 984 collaborateurs au 31 décembre 2023.

## Historique
En 1990, Société Générale crée un nouveau groupe de crédit en rapprochant ses trois filiales spécialisées :  
- La Société Auxiliaire de Crédit, spécialisée dans le financement des automobiles pour les particuliers et le financement des entreprises principalement dans les domaines du transport, du BTP et du matériel agricole.
- Le CREG (Crédit Électrique et Gazier)[3], spécialisé dans le crédit à la consommation, principalement dans deux grands domaines : l’équipement de la maison (électro-ménager, télévision...) et l’amélioration de l’habitat (cuisine, systèmes de chauffage, véranda...) ainsi que dans les prêts personnels.
- Diebold-Solomateg[3], spécialisé dans la location et le financement par crédit-bail de matériel informatique ou computer leasing et dans le financement aux entreprises, particulièrement dans les domaines de l'informatique, de la bureautique et du matériel médical.

En 2004, Société Générale lance Société Générale Equipment Finance[réf. nécessaire].
En 2008, La Banque Postale devient partenaire de Franfinance, développant une co-entreprise : La Banque Postale Financement.
En 2011, Franfinance signe un partenariat stratégique avec le Groupe Covéa visant à distribuer en marque blanche les offres de crédit à la consommation de Franfinance chez l’assureur MAAF.
En 2012, Franfinance reçoit le prix des Solutions Bancaires Innovantes grâce à une offre de dématérialisation des flux et des contrats.
En 2017, Cegedim signe une convention de cession de ses activités avec Franfinance pour un montant de 57.5 millions d'euros.
En 2020, Franfinance rachète la société ITL Equipment Finance (Ingénierie Technique & Location). 

## Les activités
Cette section est promotionnelle ou publicitaire (août 2024). Considérez son contenu avec précaution et/ou discutez-en.
L’ADN de Franfinance est d'accompagner des partenaires distributeurs, concessionnaires, commerçants, fabricants, constructeurs, artisans, loueurs...en leur proposant des produits financiers (crédit à la consommation ou leasing) leur permettant de développer leurs ventes, que leurs clients soient des particuliers ou des entreprises. Leur business model s’est enrichi de nouvelles expertises au fil des années (facilités de paiement e-commerce, vente de crédits en direct en BtoC, mise à disposition d’offres et de services de financement pour les institutions bancaires et des assurances...).

### Le financement aux particuliers
Franfinance accompagne ses partenaires distributeurs, revendeurs, commerçants, fabricants, artisans etc. en proposant des services de financement qu’ils peuvent eux-mêmes proposer à leurs clients particuliers afin de faciliter leurs ventes en magasin, à domicile, à distance ou sur leur site e-commerce.
En s'appuyant sur des partenariats avec différentes enseignes ou en son nom propre, Franfinance s'est plus particulièrement implantée dans 6 secteurs :
- L’amélioration de l’habitat (piscine, chauffage, fenêtre…) : Art et Fenêtres, Desjoyaux…
- L’ameublement (meuble, cuisine) : Bois et Chiffons, Cuisine Plus, Aviva, Ixina…
- L’équipement du foyer et de la personne (multimédia, électroménager, puériculture…) : Toys’R’Us, Ubaldi, Digital, Expert, Connexion, Aubert…
- Les loisirs (voyage, jardinage, bricolage…) : Nouvelles Frontières, Bricorama…
- Les services (assurances, énergie, optique, audition…) : Bolloré Énergie, BP…
- Le crédit renouvelable sans carte (Budget +)

Les principaux produits commercialisés sont :
- Le crédit amortissable
- Le crédit renouvelable
- Les facilités de paiement (paiement en 3 ou 4x)
- Les assurances

### Le financement aux entreprises
Franfinance propose à ses partenaires distributeurs, constructeurs, éditeurs, loueurs ou courtiers des solutions qui permettent de financer les besoins de leurs clients (TPE, PME, Grandes Entreprises, Acteurs Publics…)
Franfinance propose des solutions de financement : crédit classique, crédit-bail, locations financières et opérationnelles, produits structurés... ainsi que de services à la personne (assurances, remarketing…). La société intervient dans les secteurs d’activités suivants :
- Haute Technologie (IT, Bureautique, Médical)
- Équipements industriels (Machines de production, BTP)
- Transport (Véhicules industriels, utilitaires, semi remorque, porteur, tracteur, autocar)
- Manutention

## Un partenariat avec l'association Crésus
Franfinance a signé en 2010 une convention de partenariat avec le réseau des associations Crésus, spécialisé depuis 1992 dans l’assistance aux personnes mal endettées ou surendettées.
Ce partenariat a pour objectif de mettre en place un accompagnement budgétaire des clients présentant des difficultés financières. Dans le cadre de ce partenariat, Franfinance propose aux clients rencontrant des difficultés de remboursement de leur prêt en cours, de les faire entrer en contact avec Crésus. La signature d’une « charte d’accompagnement » entre l’association et le client volontaire amène à la réalisation d’un bilan budgétaire et social, suivi d’un accompagnement personnalisé. Parallèlement, Crésus rend compte en temps réel de son intermédiation.

## Les ruches Franfinance

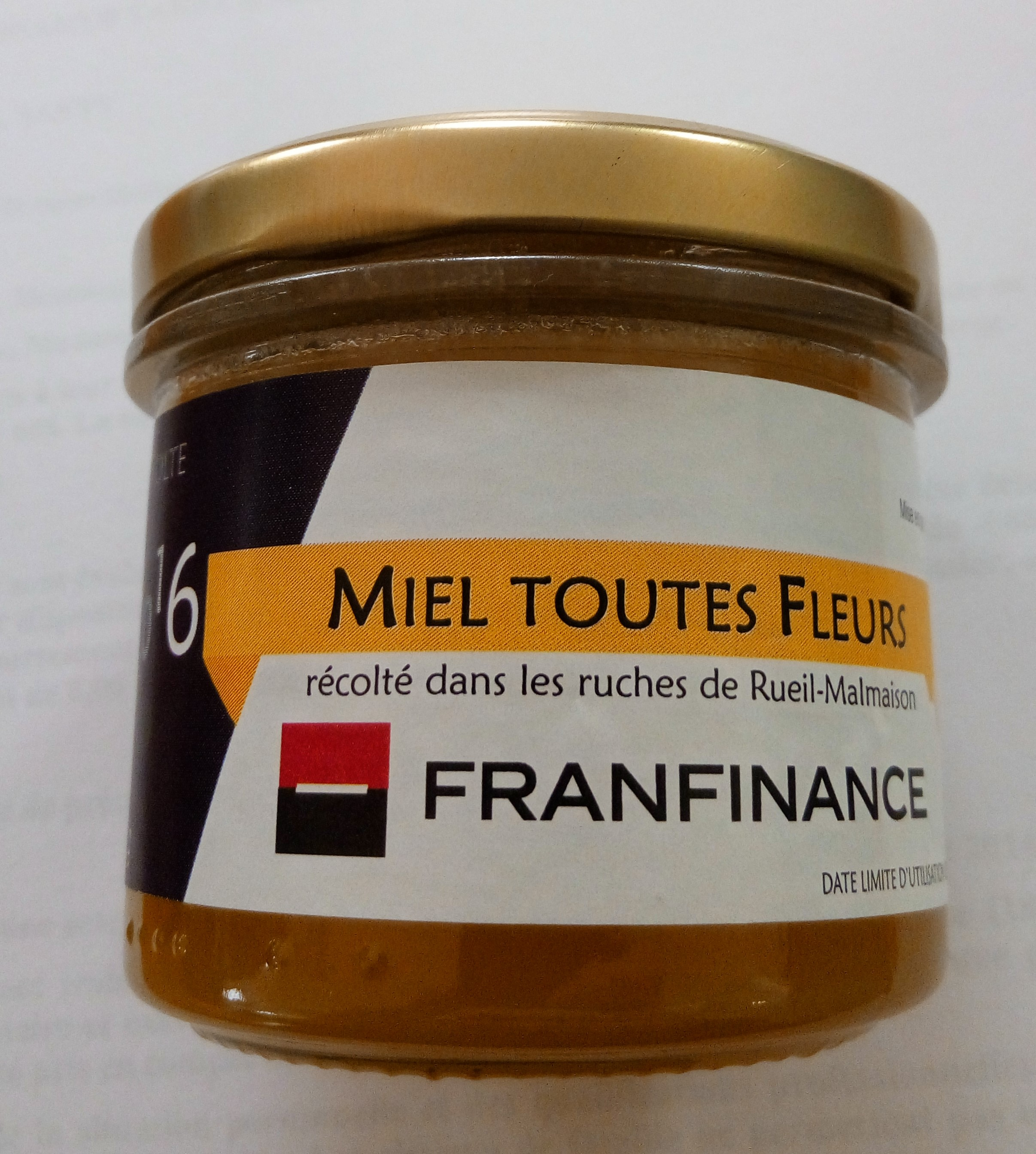
Un pot de miel de la récolte 2016.

Depuis 2015, Franfinance agit en faveur de la préservation de la biodiversité et de la protection des abeilles, en accueillant deux ruches (soit environ 120 000 abeilles) sur le toit de son siège social. Cette action permet de favoriser le maintien sur le territoire de la biodiversité et de sensibiliser les collaborateurs aux enjeux liés à la préservation des abeilles.